# Polygoniodes brunnea
Polygoniodes brunnea là một loài bướm đêm trong họ Noctuidae.